# Mille gruppi avanzano
Mille gruppi avanzano è l'ottavo album in studio del gruppo rap italiano Assalti Frontali.

## Il disco
L'album, autoprodotto, è stato presentato il 12 novembre 2016 al CSOA Forte Prenestino, a Roma ed è uscito il 25 novembre 2016. Tra le varie collaborazioni sono presenti il rapper Inoki, storico collaboratore della crew romana, ed Il Muro del Canto.

## Tracce
1. Mille gruppi avanzano (feat. Inoki Ness)
2. La fine dei sospiri
3. Io sono con te
4. Un uomo curioso
5. Il quartiere è cambiato (feat. M1)
6. Faremo scuola
7. Il rap della costituzione
8. Spiaggia libera
9. H:15 corteo (Feat. Inoki Ness & Mr.Nessuno)
10. Questo è uno spazio aperto (Feat. Roxana & Ill Nano)
11. Asbesto
12. Il lago che combatte (con Il Muro del Canto)
13. In fondo al lago (feat. Awa)